# Saint-David (Saint-Vincent-et-les-Grenadines)
Pour les articles homonymes, voir Saint-David (homonymie) et David.
Saint-David est l'une des six paroisses de Saint-Vincent-et-les-Grenadines, un pays des Antilles.
Sa superficie de 80 kilomètres carrés en fait la seconde paroisse la plus étendue du pays (derrière Charlotte). Cependant, sa faible population (cinquième rang sur six) en fait également la moins densément peuplée (84 habitants par kilomètre carré, contre une moyenne nationale de 304 hab./km2).

Les villes qui la composent sont :
- Chateaubelair (chef-lieu)
- Richmond
- Richmond Vale
- Rosehall
- Troumaka
- Wallibou